# 秋葉原I'MKビル
- YAMAGIWA > 市川・カンブンドー・ヤマギワ共同ビル
- 向井建設 > 秋葉原I'MKビル

秋葉原I'MKビル（あきはばらアイエムケービル）は、東京都千代田区外神田4丁目にある商業施設ビル。旧名称は「市川・カンブンドー・ヤマギワ共同ビル」。

## 概要
「東京都市計画事業秋葉原駅付近土地区画整理事業」による、東京都道補助324号線（神田明神通り）拡幅のために解体されたヤマギワ東京本店ビルや周辺施設を再開発し建設したものである。
再開発後にヤマギワ東京本店が営業再開する計画であったが、ヤマギワの業務提携先である石丸電気の経営不振によりソフマップが出店することになった。
ヤマギワが所有していた建物の権利は2010年に向井建設および同社子会社に売却され、現在の名称は秋葉原I'MKビルとなっている。

## 施設詳細
- ビックカメラAKIBA（家電量販店） - 2017年6月5日以降、フロア毎に順次開店。6月22日に全館開店[3][4]。
- マクドナルドビックカメラAKIBA店（飲食店） - 2007年9月6日に開店。
- カンブンドー（文具店） - 2016年7月20日に小売店舗部分を閉店[注 2]。
- メガネスーパー秋葉原駅前店（眼鏡店） - カンブンドーの小売店舗跡地に2016年11月9日開店。

### かつての入居施設
- ソフマップ秋葉原本館（パソコン・CDショップ） - 2007年9月6日に開店。2017年5月31日に閉店。